# Montanera (Italia)
Montanera es una localidad y comune italiana de la provincia de Cuneo, región de Piamonte, con 765 habitantes.

## Evolución demográfica
| Gráfica de evolución demográfica de Montanera entre 1861 y 2001 |
|                                                                 |
| Fuente ISTAT - elaboración gráfica de Wikipedia                 |